# EKO Kobra

Nárameník

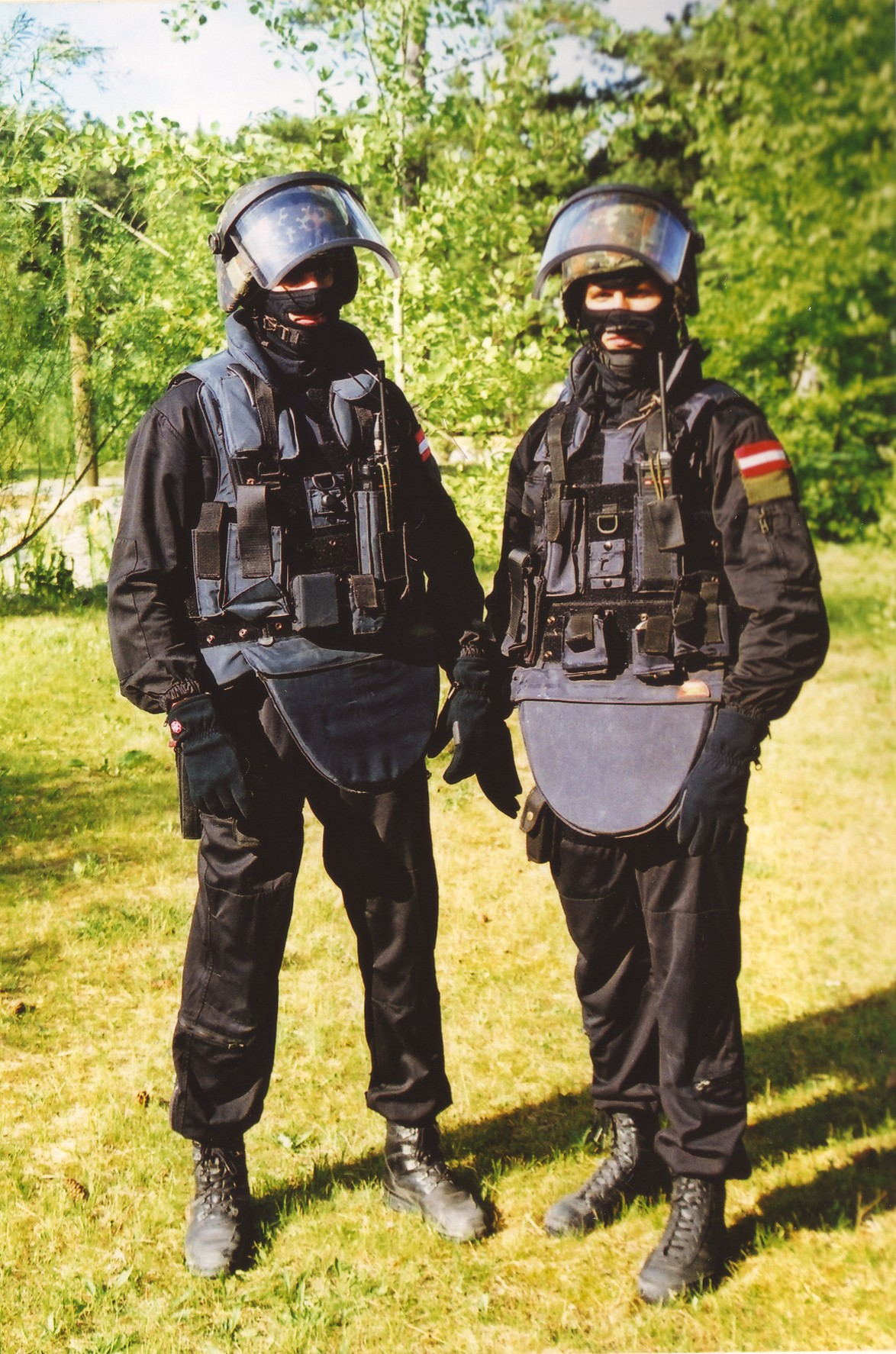
Členové jednotky

EKO Kobra (Einsatzkommando Kobra) je protiteroristická jednotka policie Rakouska.

## Historie
Jednotka vznikla z četnické zásahové jednotky GEK v roce 2002. Jednotka není v kompetenci policie, podléhá přímo federálnímu ministerstvu vnitra. Slučuje v sobě i bývalé zemské zásahové jednotky.

## Pověření
- Záchrana rukojmí
- Zadržení nebezpečných pachatelů
- Ochrana důležitých osob
- Služba Air Marshals – ochrana letadel

## Základny

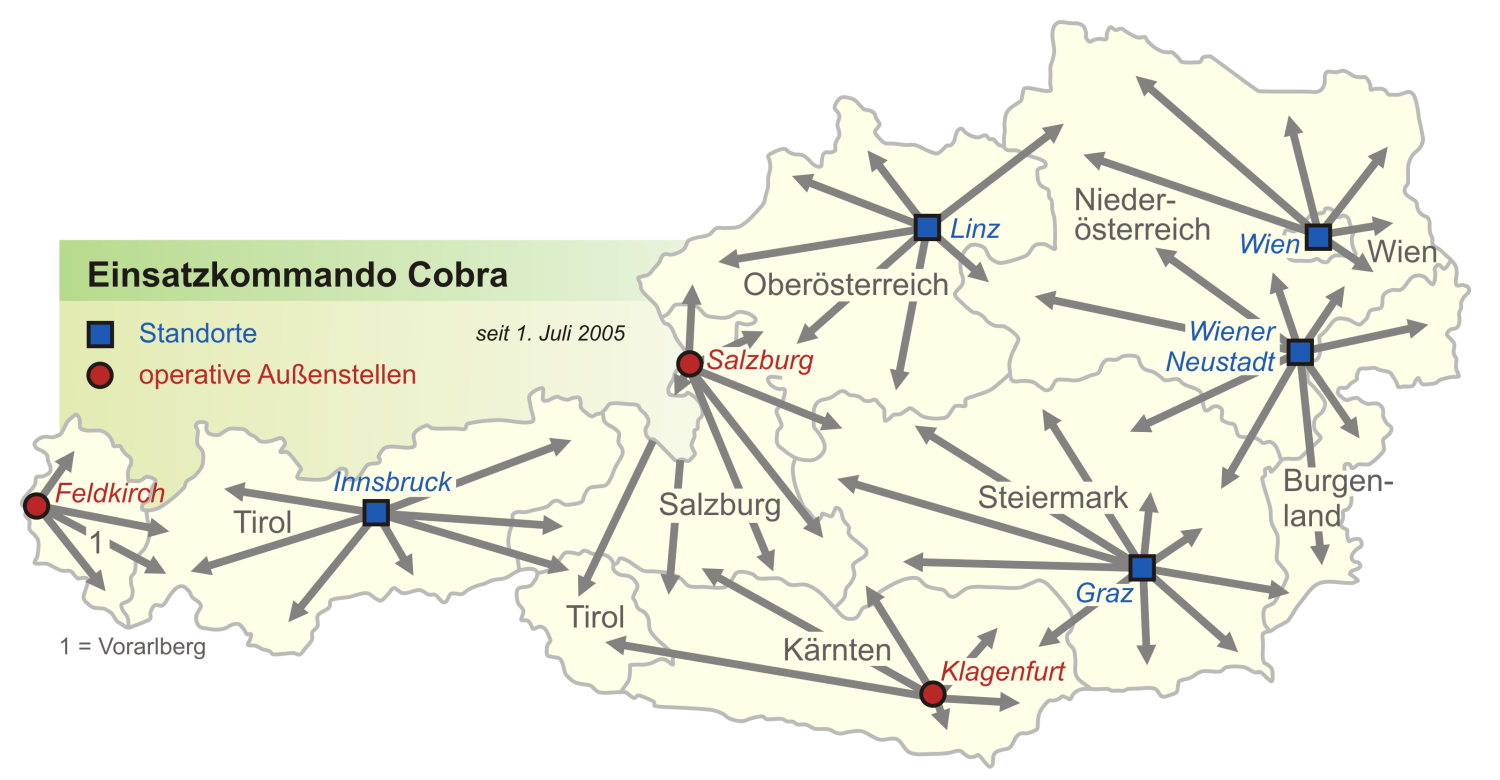
Základny a působnost jednotek

Základny této jednotky jsou umístěny v těchto městech:
- Wiener Neustadt (centrála)
- Linz
- Graz
- Innsbruck
- Wien

## Vybavení

### Výzbroj
Ve výzbroji jednotky se nachází zbraně:
- Puška/samopal Steyr AUG – Provedení Stg. 77 i samopalové MP88
- Pistole Glock G17
- PDW Heckler & Koch MP7
- Odstřelovací puška – Steyr CISM 300

### Výstroj
Policisté nosí černé zásahové kombinézy. Nosí balistickou vestu, přes kterou se obléká taktická vesta. Pro zajištění ochrany hlavy se používá různých balistických přileb.

### Vozidla

#### Pozemní
Jako standardní vozidla jsou používány osobní vozy značky Mercedes Benz, či BMW, ale opatřené speciálními bezpečnostními úpravami. Dále jednotka disponuje zásahovými vozidly umožňujícími zásah v patře.

#### Vrtulníky
Jednotka používá dva typy vrtulníků.
- Eurocopter Ecureil – poskytnut ministerstvem vnitra
- Bell 212 – poskytnut armádou

#### Čluny
Jednotka disponuje zásahovými motorovými čluny, převážně nafukovacími.